# 雷希尼茨附近魏登
雷希尼茨附近魏登是奥地利布尔根兰州上瓦特县的一个市镇。总面积39.83平方公里，总人口900人，人口密度22.6人/平方公里（2001年）。